# RoboCop 2
RoboCop 2 es una película de acción y ciencia ficción dirigida por Irvin Kershner y producida por Jon Davison. Estrenada en 1990 es la secuela de la película de 1987 RoboCop, que en 1993 tendría otra secuela más, RoboCop 3. La cinta pertenece al subgénero de la ciencia ficción cyberpunk.

## Argumento
La película inicia con una ciudad de Detroit sumida en una marginación y caos total, quedando vulnerablemente expuesta a una posible anarquía a gran escala, debido a la huelga de la policía, que demandaba mejores sueldos e indemnizaciones. Además de eso la ola criminal se había extendido por la adicción de una nueva droga conocida como Nuke introducida a la ciudad por medio de una banda de narcotraficantes dirigido por un violento criminal adicto llamado Caín. La ciudad también se encuentra sumida en una crisis económica: OCP pretende embargar bienes inmuebles al ayuntamiento por una deuda masiva contraída y así privatizar la ciudad para construir la utópica Ciudad Delta. Robocop, por su parte, busca desmantelar la red de traficantes del Nuke con ayuda de Ann Lewis.
OCP, aprovechando su popular imagen, busca lanzar su proyecto Robocop 2, un nuevo ciborg de combate urbano más avanzado que Murphy. Sin embargo, aunque el procedimiento siempre resulta técnicamente exitoso, al momento de ser activados los modelos enloquecen y se autodestruyen. La doctora Juliette Faxx, nueva psicóloga agregada al proyecto, le asegura al Presidente de OCP que el error se debe a que utilizan cerebros de policías galardonados y físicamente notables, razonando que esto lo hace similares a Murphy, sin entender que al despojarlos de sus cuerpos el shock a su ego los hace colapsar, a diferencia de Murphy, quien poseía genuinos valores y una recta moral que lo llevaron a aceptar su situación para seguir cumpliendo su deber. Por ello, propone replantear el perfil de los candidatos.
Rastreando a Hob, un niño que es la mano derecha de Caín, Robocop y Lewis descubren que el oficial de policía Duffy proporciona información a Caín a cambio de droga; Robocop averigua el escondite del traficante interrogando a Duffy por lo que acude a buscarlos en una fábrica abandonada. Sin embargo, los delincuentes logran emboscarlo y lo desmantelan, arrojando sus restos agonizantes fuera de la estación policial. En tanto, el alcalde de la ciudad tiene una discusión con el presidente y director ejecutivo general de la OCP por la deuda contraída con ellos. El director de la compañía amenaza con embargar varios sectores inmobiliarios de la ciudad para edificar la Ciudad Delta, ya que la deuda asciende a más de 37 millones de dólares.
Ante la situación de Robocop, la OCP al principio se niega a invertir en su reparación y esto causa protestas de los policías. Finalmente reconstruyen a Robocop para evitar que su imagen como empresa reconocida se vea afectada. Juliette Faxx seduce al presidente y, aprovechando la influencia obtenida, se vuelve la cabeza del proyecto Robocop 2, lo que la pone en conflicto directo con Donald Johnson, asistente del presidente y voz de la razón de la gerencia. La primera tarea de Faxx es encontrar a un candidato idóneo, por lo que descarta la lista original y la reemplaza con criminales y psicópatas, argumentando que su ambición los hará aceptar el poder que significa convertirse en una máquina de combate. En paralelo, y como una forma de desacreditar al proyecto original, reprograma a Murphy con cientos de nuevas directivas confusas e irrelevantes ante la insistencia de la Junta Directiva de OCP, lo que obstaculiza gravemente su capacidad para desempeñar sus funciones y lo hacen actuar de forma errática. Su programadora original y demás colaboradores, descubren el problema pero concluyen que sin el equipo adecuado para solucionarlo, solo podrían electrocutarlo con una carga de miles de voltios arriesgándose a que el impacto borre dicha programación y no lo mate. Robocop decide arriesgarse y, usando el transformador de la estación, se electrocuta logrando reiniciar su sistema. 
Murphy motiva a los oficiales en huelga para que regresen al servicio y todos allanan el escondite de Caín acabando con sus hombres, a excepción de Hob y Angie, la amante de Caín, que logran huir. Caín intenta huir en un camión, pero Robocop va en su persecución y consigue capturarlo, dejándolo severamente herido al hacerlo chocar. En el hospital, la doctora Juliette Faxx, al enterarse de que se trata de un criminal poderoso, aprovecha la situación para seleccionarlo como su "donante voluntario", y lo desconecta de su soporte vital para que muera, extraer su cerebro y colocarlo en la nueva estructura robótica Robocop 2, una unidad más grande, fuerte y mejor armada que Murphy, aprovechando su adicción al nuke como un medio de mantenerlo controlado y obediente. 
Hob, quien se ha apropiado de la red de Caín, ofrece al alcalde de Detroit donar cincuenta millones de dólares para pagar la deuda de la ciudad a cambio de que ignore el tráfico de Nuke. Cuando OCP se entera de la posibilidad de perder la ciudad, Faxx, a pesar de las recomendaciones de Johnson, convence al presidente de enviar al nuevo ciborg a acabar con ellos. Cuando Hob y el alcalde se reúnen para realizar la transacción, Robocop 2 los ataca y acaba con todos, excepto el alcalde, que escapa por el drenaje, revelando a sus antiguos secuaces que se trata de Caín. Murphy llega poco después y encuentra a Hob malherido, quien le revela la identidad del nuevo ciborg antes de morir.
Esa noche, en el centro cívico, el presidente de la compañía anuncia la inminente construcción de Ciudad Delta y presenta a Robocop 2, pero en el acto el nuevo cíborg se descontrola atacando a los presentes. Robocop le hace frente nuevamente usando armamento pesado y combatiendo mano a mano. Sin embargo, ni esto ni los ataques de la policía y OCP combinados logran detenerlo y desata una masacre hasta que Murphy descubre que Caín está sufriendo el síndrome de abstinencia y usando un recipiente de nuke como distractor logra emboscarlo por la espalda y destruir su cerebro.
Tras la masacre, el presidente de OCP, al verse en peligro de ser legalmente responsabilizado de los actos ocurridos, acepta la sugerencia de Johnson de utilizar a Faxx como chivo expiatorio y única responsable ante la prensa y la justicia. Al ver esto, Lewis se frustra porque no pueden tocar al jefe de OCP, pero Murphy la consuela recordándole que sólo son humanos.

## Reparto
| Personaje                       | Actor original (Estados Unidos) | Actor de voz (España) | Actor de voz (Latinoamérica) |
| ------------------------------- | ------------------------------- | --------------------- | ---------------------------- |
| Alex J. Murphy/RoboCop          | Peter Weller                    | Salvador Vidal        | Guillermo Coria              |
| Oficial Anne Lewis              | Nancy Allen                     | María Luisa Solá      | Marina Huerta                |
| Cain/RoboCain                   | Tom Noonan                      | Jesús Ferrer          | Ismael Castro                |
| Hob                             | Gabriel Damon                   | Vicky Martínez        | Alfredo Leal                 |
| El viejo (presidente de la OCP) | Dan O'Herlihy                   | Luis Posada Mendoza   | Carlos Rotzinger             |
| Donald Johnson                  | Felton Perry                    | Juan Fernández        | José Carlos Moreno           |
| Holzgang                        | Jeff McCarthy                   | Salvador Vives        |                              |
| Dr. Juliette Faxx               | Belinda Bauer                   | Rosa María Hernández  | Ángela Villanueva            |
| Angie                           | Galyn Görg                      | Núria Mediavilla      | Belinda Martínez             |
| Alcalde Marvin Kuzak            | Willard E. Pugh                 | Luis Posada           |                              |
| Sgt. Warren Reed                | Robert DoQui                    | Josep María Ullod     |                              |
| Tom DeLaney                     | Ken Lerner                      |                       | Juan Alfonso Carralero       |
| Casey Wong                      | Mario Machado                   |                       | Pedro D'Aguillón Jr.         |
| Duffy                           | Stephen Lee                     | Eduardo Muntada       | Miguel Ángel Ghigliazza      |
| Chet                            | Thomas Rosales Jr.              |                       | Ricardo Mendoza              |

## Producción
Robocop fue un éxito que recaudó cuatro veces su presupuesto. Por ello se lanzó rápidamente a tramar una franquicia y contrató al popular Frank Miller para escribir la secuela junto a Walon Green, los cuales empezaron a trabajar en el proyecto después de la huelga de escritores de 1988, que retrasó correspondientemente el proyecto.

### Problemas de la filmación
Sin embargo la película tuvo problemas durante la filmación, ya que el guion de Frank Miller, que entonces él hizo, fue considerado por los productores de Orion Pictures y el mismo director de la película, Irvin Kershner, como 'infilmable' (esto ocurrió también en RoboCop 3, y provocó que Frank Miller nunca más hiciera cine hasta que fue convencido por el cineasta Robert Rodríguez de filmar Sin City en 2005). Al enterarse de estos problemas, el elenco del film se sintió molesto con el cambio en la historia. El guion original de Miller fue reescrito por el guionista Wallon Grenn, haciendo una película que muchos fanes consideran a la altura de la primera, otros peor y unos cuantos incluso mejor que su sucesora. También otros de los problemas que acompañó a la película, y que muchos fanes lo tomaron muy personal, fue el cambio del tema principal de la película, compuesto por el nominado al Óscar Leonard Rosenman, algunos considerándolo como inferior a la música original, aunque otros aseguran que la música se encuentra a la altura de la banda sonora compuesta por Basil Poledouris. La historia original de RoboCop 2 fue adaptada a un cómic bajo el título de Frank Miller´s RoboCop.

## Estrenos
| País                                                                          | Fecha de estreno                  |
| ----------------------------------------------------------------------------- | --------------------------------- |
| Alemania                                                                      | Jueves 13 de septiembre de 1990   |
| Argentina                                                                     | Jueves 11 de octubre de 1990      |
| Australia                                                                     | Jueves 1 de noviembre de 1990     |
| Austria                                                                       | Viernes 14 de septiembre de 1990  |
| Bélgica                                                                       | Miércoles 5 de septiembre de 1990 |
| Belice · Costa Rica · El Salvador · Guatemala · Honduras · Nicaragua · Panamá | Viernes 10 de agosto de 1990      |
| Brasil                                                                        | Viernes 31 de agosto de 1990      |
| Chile                                                                         | Viernes 14 de septiembre de 1990  |
| Colombia                                                                      | Jueves 1 de noviembre de 1990     |
| Corea del Sur                                                                 | Sábado 28 de julio de 1990        |
| Dinamarca                                                                     | Viernes 24 de agosto de 1990      |
| Ecuador                                                                       | Miércoles 31 de octubre de 1990   |
| Egipto                                                                        | Lunes 8 de julio de 1991          |
| España                                                                        | Viernes 22 de marzo de 1991       |
| Estados Unidos · Canadá                                                       | Viernes 22 de junio de 1990       |
| Filipinas                                                                     | Miércoles 15 de agosto de 1990    |
| Finlandia                                                                     | Viernes 21 de septiembre de 1990  |
| Francia                                                                       | Miércoles 5 de septiembre de 1990 |

| País                 | Fecha de estreno                   |
| -------------------- | ---------------------------------- |
| Grecia               | Viernes 19 de octubre de 1990      |
| Hong Kong            | Jueves 2 de agosto de 1990         |
| Hungría              | Jueves 13 de septiembre de 1990    |
| Israel               | Viernes 21 de septiembre de 1990   |
| Italia               | Viernes 1 de marzo de 1991         |
| Jamaica              | Miércoles 12 de septiembre de 1990 |
| Japón                | Sábado 14 de julio de 1990         |
| Malasia              | Jueves 30 de agosto de 1990        |
| México               | Viernes 27 de julio de 1990        |
| Noruega              | Jueves 20 de septiembre de 1990    |
| Nueva Zelanda        | Viernes 23 de noviembre de 1990    |
| Países Bajos         | Jueves 11 de octubre de 1990       |
| Perú                 | Jueves 25 de abril de 1991         |
| Portugal             | Jueves 1 de noviembre de 1990      |
| Reino Unido Irlanda  | Viernes 12 de octubre de 1990      |
| República Dominicana | Jueves 16 de agosto de 1990        |
| Singapur             | Jueves 23 de agosto de 1990        |
| Sudáfrica            | Viernes 10 de agosto de 1990       |
| Suecia               | Viernes 30 de noviembre de 1990    |
| Suiza                | Viernes 7 de septiembre de 1990    |
| Tailandia            | Sábado 20 de octubre de 1990       |
| Taiwán               | Sábado 22 de septiembre de 1990    |
| Turquía              | Viernes 25 de enero de 1991        |
| Uruguay              | Jueves 11 de octubre de 1990       |
| Venezuela            | Miércoles 8 de agosto de 1990      |

## Recepción
Robocop 2 supuso un adelanto en el efecto especial conocido como go motion, entre otros. Antes de su estreno mundial, la película captó la atención de fanáticos de todo el mundo al enterarse de que el director de la película Star Wars: Episode V - The Empire Strikes Back, Irvin Kershner, estaba involucrado en la dirección del film, y el maestro de los cómics Frank Miller en el guion de la película. La película, según fuentes, fue un éxito moderado en el cine, pero un boom comercial masivo en el mercado del video (vhs). Ese éxito masivo de las ventas en videocasette hicieron que los productores hicieran una secuela más, Robocop 3, estrenada en 1993.